# Paul Bettany
Paul Bettany (Londen, 27 mei 1971) is een Engels acteur. Hij speelde onder meer in A Knight's Tale, A Beautiful Mind, Master and Commander: The Far Side of the World, The Da Vinci Code en het Marvel Cinematic Universe (MCU). Op de set van A Beautiful Mind leerde hij zijn vrouw kennen, actrice Jennifer Connelly.

## Jeugd
Bettany's vader is acteur evenals zijn moeder en oma. Zijn opa was muzikant. Bettany groeide op in Londen, maar later (toen hij negen was) verhuisden ze naar Hertfortshire. Na school speelde hij in An Inspector Calls. Met dit toneelstuk kon hij op tournee gaan, maar dat deed hij niet.

## Carrière
Na An Inspector Calls heeft hij in meerdere toneelstukken en films gespeeld. In de tussentijd raakte hij verslaafd aan cocaïne. Tijdens de opnames van David Copperfield sloeg hij door, vernielde een hotelkamer en veroorzaakte onrust in een vliegtuig. Bettany kreeg op tijd door waar hij mee bezig was en kickte af.
Hij speelde de hoofdrol in de film Gaster No.1, waarmee hij meerdere nominaties in de wacht sleepte. Brian Helgeland was in Hollywood van plan een film te maken, getiteld The Sin Eater. Hij was onder de indruk van de auditie van Bettany, maar deze besloot toch om A Knight's Tale te gaan maken. Helgeland wilde hem toch in de film en schreef zelfs een rol voor hem. A Knight's Tale werd Bettany's eerste grote Hollywoodproductie.
Helgeland liet de auditietape aan veel mensen zien, onder wie Ron Howard. Howard castte Bettany voor A Beautiful Mind. Op de set van de film raakte Bettany bevriend met Russell Crowe en ontmoette zijn toekomstige vrouw, Jennifer Connelly. In die tijd hadden ze beiden een relatie, maar nadat die achter de rug waren, begonnen ze te daten.
Later werd Bettany gecast in Master and Commander: The Far Side of the World, samen met Crowe. Daarna maakte hij nog meerdere films, waaronder Firewall en Wimbledon.
In 2015 werd hij vanwege zijn stemmenrol als J.A.R.V.I.S. (in de Iron Man films en The Avengers films) gecast voor de film Avengers: Age of Ultron als superheld Vision in het Marvel Cinematic Universe.

## Privéleven
Op nieuwjaarsdag 2003 trad Bettany in het huwelijk met Jennifer Connelly. Hij kreeg in 2003 een zoon die Stellan heet (genoemd naar acteur Stellan Skarsgård) en in 2011 een dochter. Bettany heeft een stiefzoon (1997) uit de eerdere relatie van zijn vrouw. Hij woont met zijn gezin in Brooklyn (New York).

## Filmografie
| Jaar | Titel                                           | Rol                          | Opmerking                              |
| ---- | ----------------------------------------------- | ---------------------------- | -------------------------------------- |
| 2021 | What If...?                                     | Vision & J.A.R.V.I.S. (stem) | 2 afleveringen, Disney+ televisieserie |
| 2021 | WandaVision                                     | Vision                       | 9 afleveringen, Disney+ televisieserie |
| 2018 | Solo: A Star Wars Story                         | Dryden Vos                   |                                        |
| 2018 | Avengers: Infinity War                          | Vision                       |                                        |
| 2016 | Captain America: Civil War                      | Vision                       |                                        |
| 2015 | Mortdecai                                       | Jock                         |                                        |
| 2015 | Avengers: Age of Ultron                         | J.A.R.V.I.S. (stem) & Vision |                                        |
| 2014 | Transcendence                                   | Max Waters                   |                                        |
| 2013 | Iron Man 3                                      | J.A.R.V.I.S. (stem)          |                                        |
| 2012 | The Avengers                                    | J.A.R.V.I.S. (stem)          |                                        |
| 2011 | Margin Call                                     | Will Emerson                 |                                        |
| 2011 | Priest                                          | Ivan Isaacs                  |                                        |
| 2010 | Legion                                          | Michaël                      |                                        |
| 2010 | The Tourist                                     | Inspecteur John Acheson      |                                        |
| 2010 | Iron Man 2                                      | J.A.R.V.I.S. (stem)          |                                        |
| 2009 | Creation                                        | Charles Darwin               |                                        |
| 2009 | The Young Victoria                              | Lord Melbourne               |                                        |
| 2008 | Inkheart                                        | Dustfinger                   |                                        |
| 2008 | The Secret Life of Bees                         | T. Ray Owens                 |                                        |
| 2008 | Iron Man                                        | J.A.R.V.I.S. (stem)          |                                        |
| 2008 | Broken Lines                                    | Chester                      |                                        |
| 2006 | The Da Vinci Code                               | Silas                        |                                        |
| 2006 | Firewall                                        | Bill Cox                     |                                        |
| 2004 | Wimbledon                                       | Peter Colt                   |                                        |
| 2003 | Master and Commander: The Far Side of the World | Dr. Stephen Maturin          |                                        |
| 2003 | The Reckoning                                   | Nicholas                     |                                        |
| 2003 | Dogville                                        | Tom Edison                   |                                        |
| 2002 | Euston Road                                     | "Y"                          | korte film                             |
| 2002 | The Heart of Me                                 | Rickie                       |                                        |
| 2001 | A Beautiful Mind                                | Charles Herman               |                                        |
| 2001 | A Knight's Tale                                 | Geoffrey Chaucer             |                                        |
| 2001 | Kiss Kiss (Bang Bang)                           | Jimmy                        |                                        |
| 2000 | The Suicide Club                                | Shaw                         |                                        |
| 2000 | David Copperfield                               | James Steerforth             | televisiefilm                          |
| 2000 | Dead Babies                                     | Quentin                      |                                        |
| 2000 | Gangster No. 1                                  | Young Gangster               |                                        |
| 1999 | Every Woman Knows a Secret                      | Rob                          | miniserie                              |
| 1999 | After the Rain                                  | Steph                        |                                        |
| 1998 | Killer Net                                      | Joe Hunter                   | miniserie                              |
| 1998 | The Land Girls                                  | Philip                       |                                        |
| 1997 | Bent                                            | Captain                      |                                        |
| 1997 | Coming Home                                     | Edward Carey-Lewis           | televisiefilm                          |
| 1997 | Sharpe's Waterloo                               | Prince William of Orange     | televisiefilm                          |

- Bibsys: 6083787
- Biblioteca Nacional de España: XX1595465
- Bibliothèque nationale de France: cb14155677c (data)
- Catàleg d'autoritats de noms i títols de Catalunya: 981058514622806706
- CiNii: DA17264947
- Gemeinsame Normdatei: 140971858
- International Standard Name Identifier: 0000 0001 1470 3215
- Library of Congress Control Number: no2003051821
- Nationale Bibliotheek van Letland: 000337768
- MusicBrainz: a0ed8995-5dd4-4456-b629-f1c9b71d9a92
- Nationale Bibliotheek van Tsjechië: js20060804029
- Nationale Bibliotheek van Israël: 987007604818905171
- Nationale Bibliotheek van Polen: a0000002243571
- Nederlandse Thesaurus van Auteursnamen: 338275991
- Système universitaire de documentation: 070858330
- Virtual International Authority File: 32206651
- WorldCat: E39PBJxhj6XT4dkvRY8HxXRFrq